# Дервишите - мистиците на Изтока
„Дервишите – мистиците на Изтока“ е документален филм за любовта и духовното, документален поглед към живота на дервишите на режисьора Стилиян Иванов. Филмът е представен в България под патронажа на ЮНЕСКО и заснет в Турция, Индия, Египет, Великобритания, Русия и България.

## Сюжет
Дервишите – мистиците на времето е разказ за поета Руми и цялото езотерично наследство, което оставя след себе си. Идеята за прераждането на душата е продължена от разказа за дервишите, мюсюлмани, за които душата стои над материята. Това е и свързващото звено между суфистите и впечатляващите кадри на танцуващи дервиши, епоса Гилгамеш и разкопките край Шанлъурфа. Любовта и прераждането според източната философия са представени без излишна научна фактология и сензация.